# Route magistrale 34 (Serbie)
Pour les articles homonymes, voir M34 et Route 34.
La Route Magistrale 34 (en serbe : Државни пут ІВ реда број 34, Državni put IB reda broj 34 ; Магистрала број 34, Magistrala broj 34) est une route nationale de Serbie qui relie entre elles la ville serbe de Požarevac passant par Veliko Gradište et Golubac jusqu’au village serbe de Novi Sip. Cette route nationale est parfois appelée "La Route Magistrale de Đerdap" (en serbe : Đerdapska Magistrala).
À ce jour, elle ne comporte aucune section autoroutière (Voie Rapide en 2 x 2 voies).

## Galerie d'images

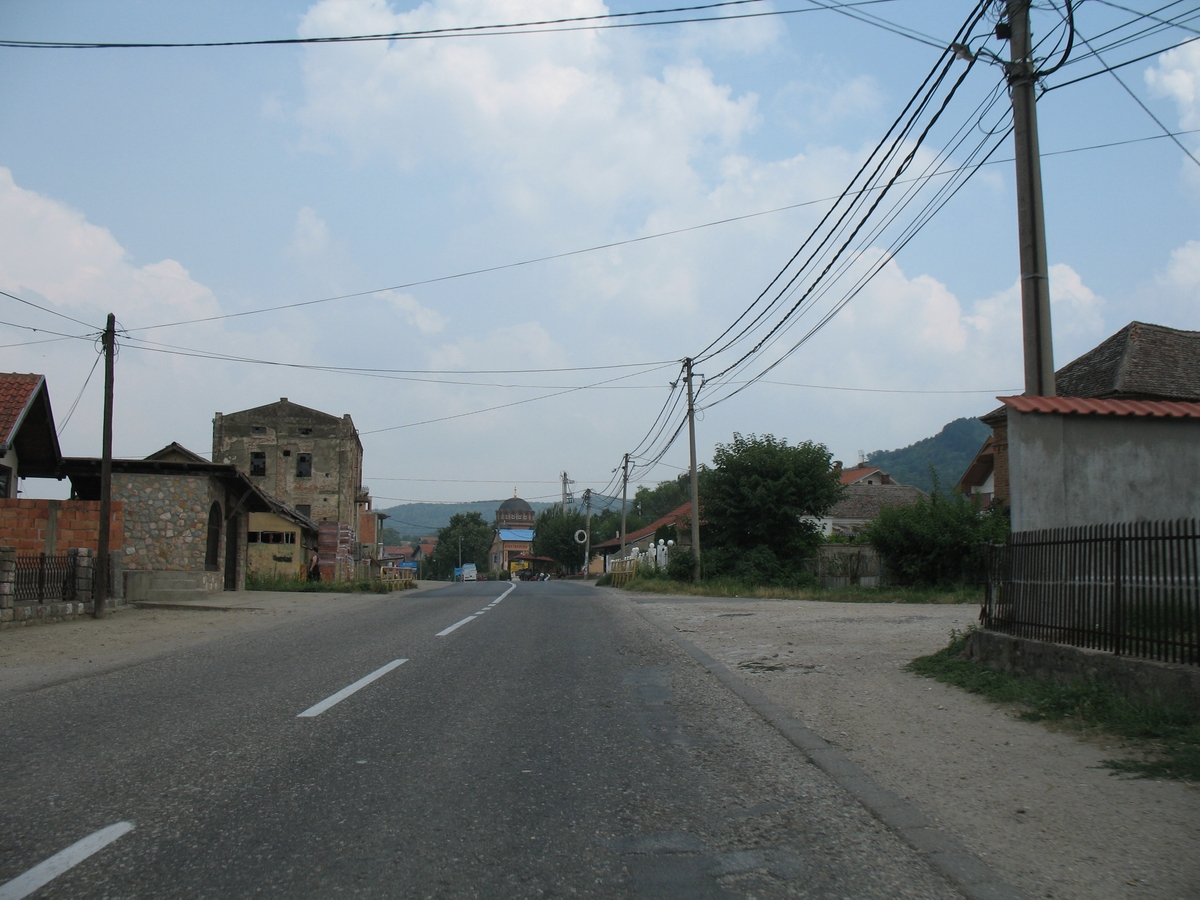
La Route Magistrale 34 à Topolovnik.
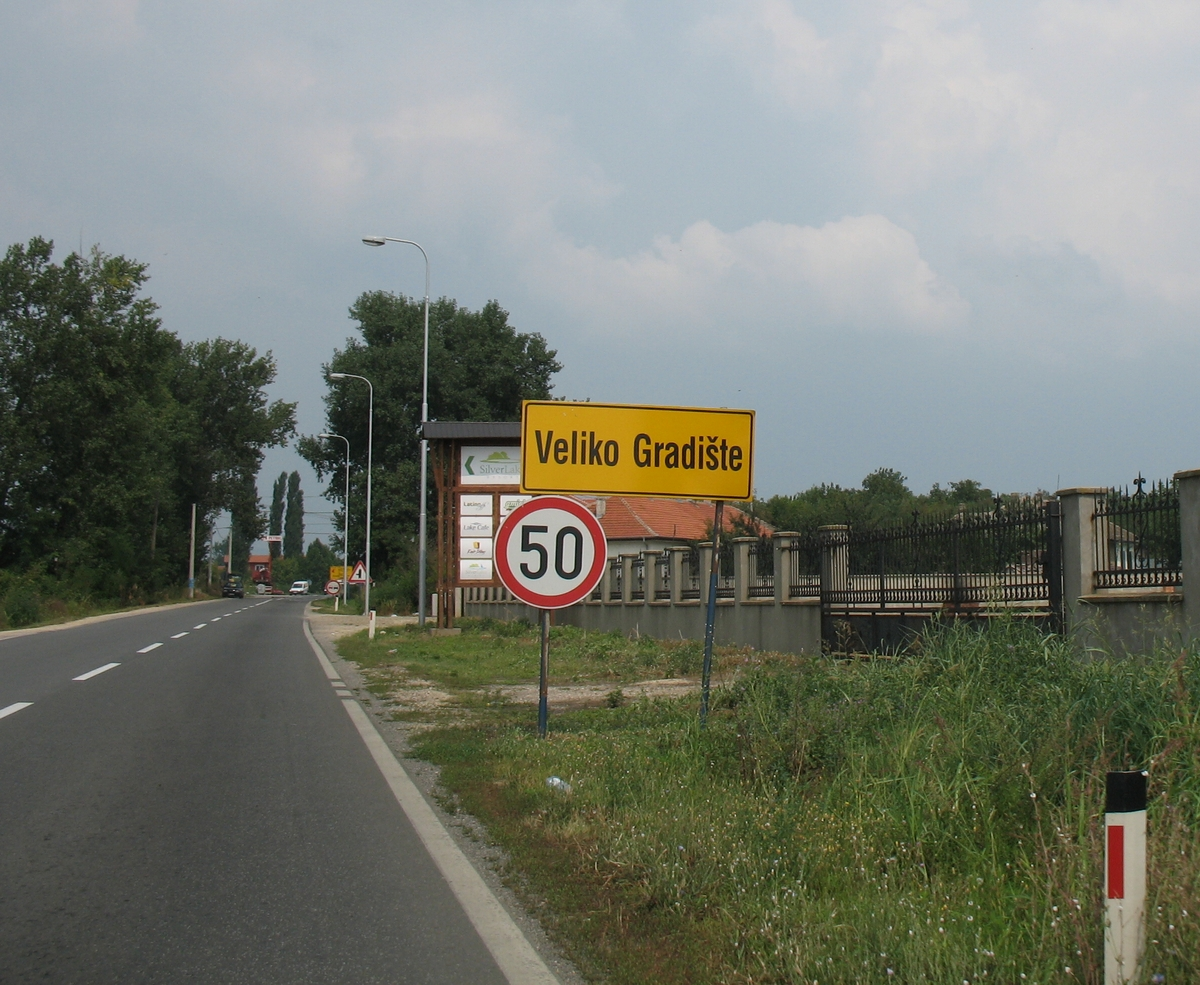
Signal routier indiquant l'entrée d'une agglomération (Veliko Gradište) sur la Route Magistrale 34.
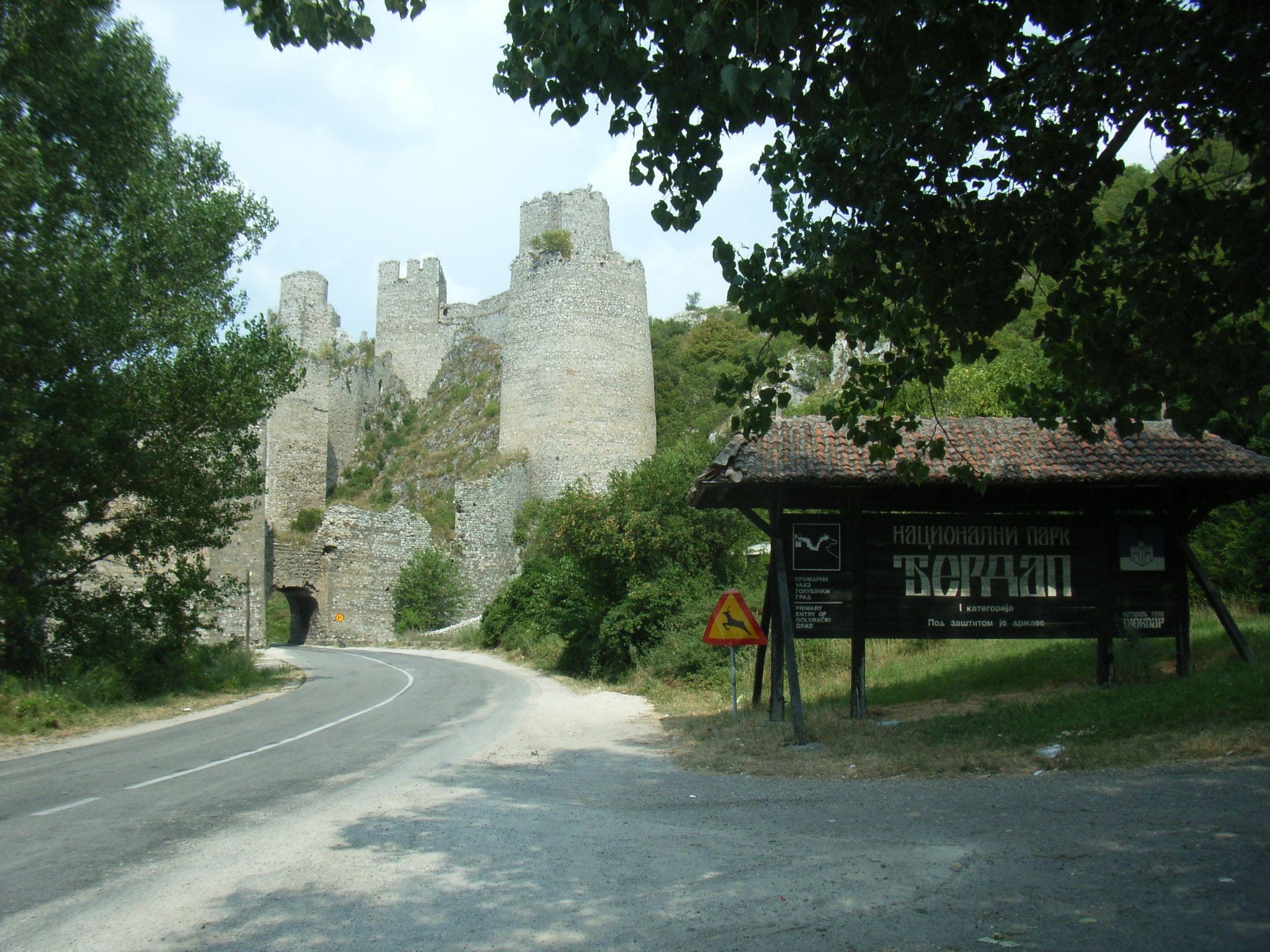
La Route Magistrale 34 près de la Forteresse de Golubac (juillet 2006).